# فيفيان تشاندلر
فيفيان تشاندلر (بالفرنسية: Vivienne Chandler)‏ (و. 1947 – 2013 م) هي ممثلة، ومصورة من فرنسا.
توفيت في لندن، عن عمر يناهز 66 عاماً.

## وصلات خارجية
- فيفيان تشاندلر على موقع IMDb (الإنجليزية)
- فيفيان تشاندلر على موقع ألو سيني (الفرنسية)
- فيفيان تشاندلر على موقع أول موفي (الإنجليزية)
- فيفيان تشاندلر على موقع قاعدة بيانات الأفلام السويدية (السويدية)
- فيفيان تشاندلر على موقع قاعدة بيانات الفيلم (الإنجليزية)
- فيفيان تشاندلر على موقع كينوبويسك (الروسية)